# 磨羯宮
磨羯宮（まかつきゅう）は、黄道十二宮の10番目である。やぎ座。
獣帯の黄経270度から300度までの領域で、だいたい12月22日（冬至）から1月20日（大寒）の間まで太陽が留まる（厳密には、太陽通過時期はその年ごとに異なる）。
四大元素の土に関係していて、金牛宮・処女宮と一緒に地のサインに分類される。対極のサインは巨蟹宮である。

## 磨羯宮の概要
- アストロロジカルシンボル -
- ゾディアックシンボル - 山羊（下半身は魚）
- 標準的な期間 - 12月22日-1月19日、場合により、12月24日-1月20日
- 2区分 - 女性
- 3区分 - 活動
- 4区分 - 地
- 居住の座 - 土星
- 高揚の座 - 火星
- 障害の座 - 月
- 転落の座 - 木星。海王星も占星術師によっては磨羯宮の転落の座とすることもあるが、これについては様々な議論がある。

## 名称について

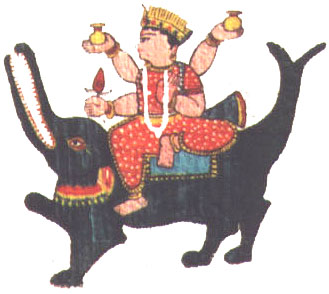
ガンガーを乗せているマカラの図

磨羯とはインド神話に登場する怪魚マカラのことであり、この磨羯宮という名称は既に平安時代の日本で宿曜道用語として用いられていた。
インドでは、ギリシアから西洋占星術が伝えられた際、その象徴である「上半身が山羊で下半身が魚」というイメージを二つに分けて、この宮をヤギで表す流派とマカラで表す流派の二つが生じた。
やがてインド占星術が成立するとこれが密教経典に取り入れられたが、この際にこの宮をマカラで表す説のみが採用され、「磨羯宮」と漢訳された。これが中国や日本などに伝えられ、後に伝わった西洋占星術でもこの名称が用いられるようになった。

## 符号位置
| 記号 | Unicode | JIS X 0213 | 文字参照         | 名称      |
| ---- | ------- | ---------- | ---------------- | --------- |
| ♑   | U+2651  |            | &#x2651; &#9809; | CAPRICORN |